# Difluorure de krypton
Pour les articles homonymes, voir Fluorure de krypton.
Le difluorure de krypton, de formule KrF2, est le premier composé du krypton à avoir été identifié. C'est un solide volatil incolore dont la molécule a une structure linéaire F-Kr-F avec des liaisons de 188,9 pm. Il forme des sels des cations KrF+ et Kr2F3+ avec les acides de Lewis forts.
Le difluorure de krypton est un puissant agent fluorant, capable de convertir le xénon et l'iode respectivement en hexafluorure de xénon et pentafluorure d'iode :
Xe + 3 KrF2 → XeF6 + 3 Kr
I2 + 5 KrF2 → 2 IF5 + 5 Kr
Le cation KrF+ est également le seul agent connu capable de conduire l'or à son état d'oxydation +5 :
8 KrF2 + 2 Au → 2 KrF+AuF6− + 6 Kr + F2
KrF+AuF6− → AuF5 + Kr + F2 à plus de 60 °C